# Jüdischer Friedhof (Dubno)

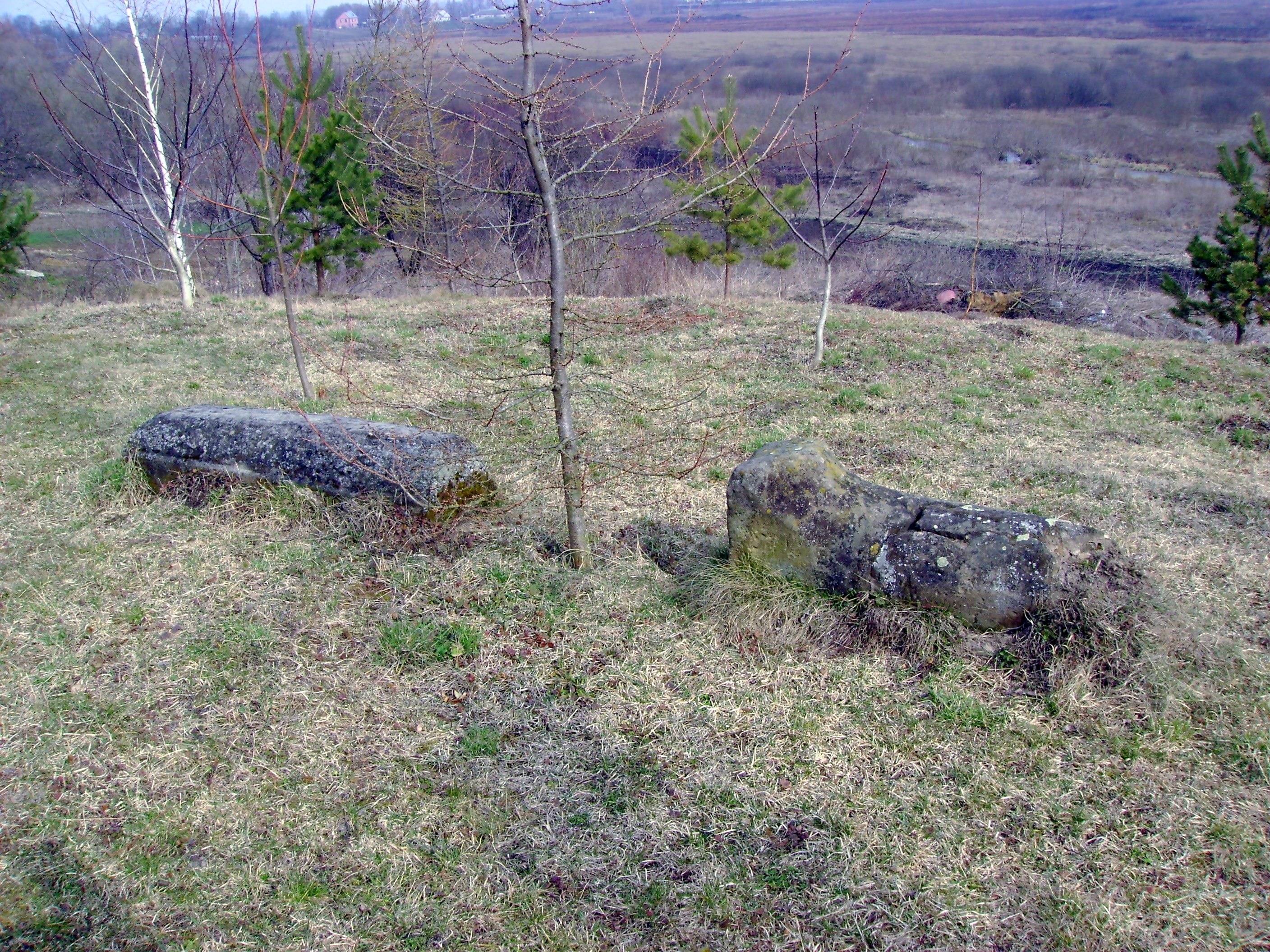
Jüdischer Friedhof in Dubno (2015)

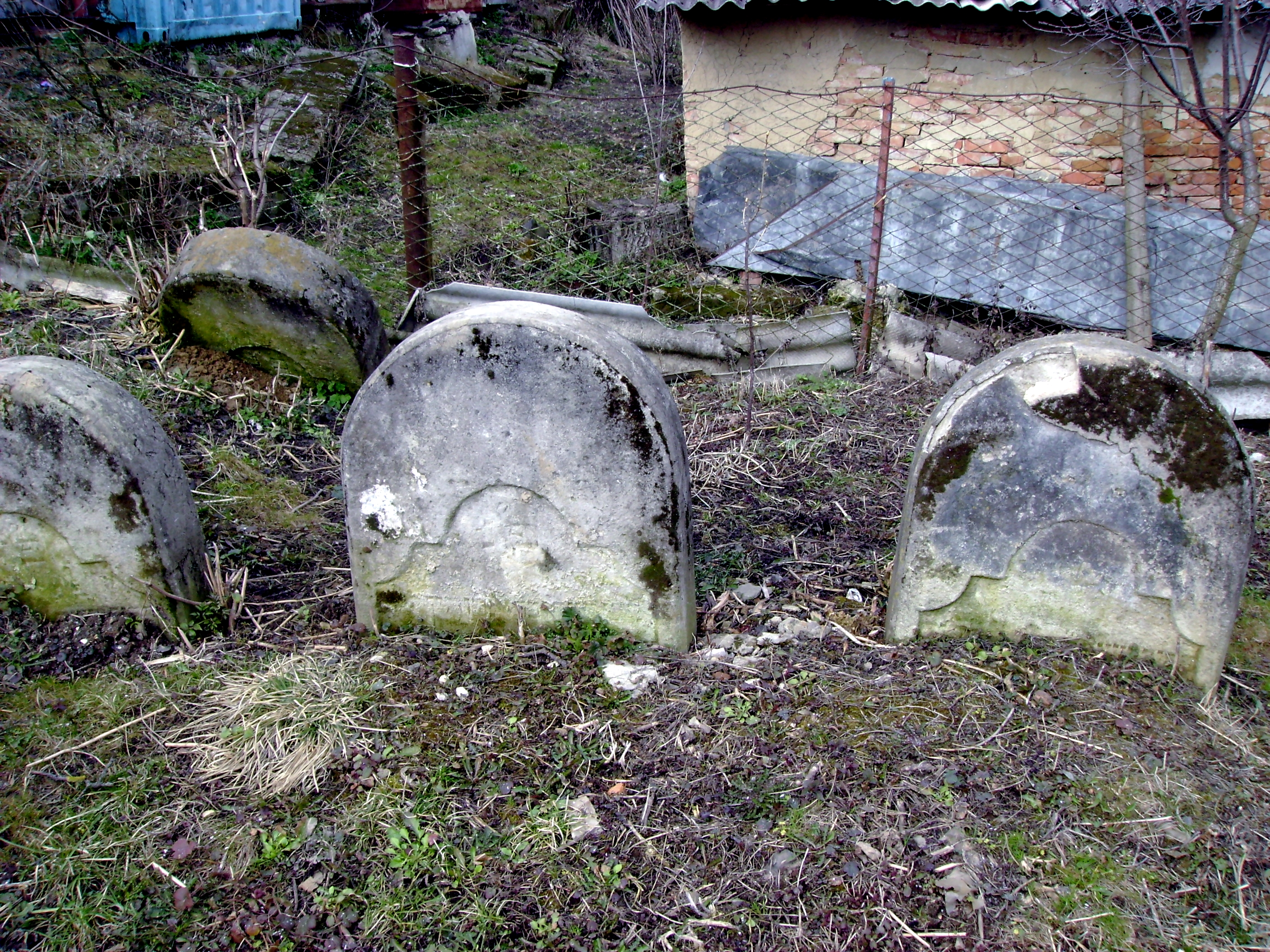
Grabsteine

Der Jüdische Friedhof in Dubno, einer ukrainischen Stadt in der Oblast Riwne, wurde im 16. Jahrhundert angelegt. 
Auf dem jüdischen Friedhof sind nur noch wenige Grabsteine vorhanden.